# 西込加久見
西込 加久見（にしごみ かくみ、1961年6月4日 - ）は、日本の音楽家、音楽プロデューサー、編曲家、作曲家、ベーシスト、マニピュレーター、ミキシング・エンジニア。
布施明、小坂忠、つのだ☆ひろのレコーディング制作で活動。アダマンツミュージック株式会社 代表取締役。アダマンツレコーズ代表 兼 レーベルプロデューサー。

## 略歴
1981年
高知追手前高等学校卒業後、デュオ「STEP」（テイチク→トリオ→アルファレコード）のサポートのベーシストとして小倉博和とプロ・デビュー。
1985年
小倉博和等と構成したキャロットスタジオの全盛期では、編曲家、演奏者、マニピュレーター、ミキシング・エンジニア、などのマルチプレイヤーを確立。大型コンソールにミュージックシーケンサー（NEC PC-9801にレコンポーザ）を組み込む独自スタイルで注目を集める。
1988年
キャロットスタジオでの「アイリーン・フォーリーン」のプロジェクトにおいては、当時では先駆である洋楽系だと評判を得、リンゴ・スターJr のバンド ice の日本盤リミックスを手がける。
1989年
海外のミュージシャンと交流するようになり、その後ロサンゼルスに渡り、ルイス・ジョンソン、リッキー・マイナー、マイケル・パウロ、ランド・リチャード、カーク・ウェイラム等と交流する。ソウルミュージック、R&Bを学びベースの腕を磨く。
1990年
塩次伸二ブルースセッションに参加するようになり、来日したネルソン・ マンデラの歓迎コンサートに出演。
1993年
安藤秀樹、class 等、ベーシストとしてサポートやツアーのバンドマスターを務める。
1995年
一方、Pro Tools の初期型から最も早くからデジタル・オーディオ・ワークステーションに着手、NTTトークの日”デジタルミュージックワールド”に笠浩二、安岡孝章等と出演、デジタル・ミュージック演奏者として音を波形で表すことを早くに世間に披露する。
1996年
水野晴郎監督主演映画「シベリア超特急」の主題歌制作を手がける。
1997年
小坂忠のバンドにベーシストとして参加。ミクタムレコードのワークショップアルバムの制作に編曲家、クリエイターとして25タイトル以上携わる。25年以上にわたりゴスペルを学ぶ。小坂忠のソロタイトルにも6作携わる。
1999年
つのだ☆ひろ&THE SHAKE にベーシストとして参加。つのだの手がける多くのレコーディングのクリエイターを勤める。
2001年
ブリンキー・ウィリアムズ&ハリウッド・クワイアーの来日公演のベーシストを務める。
2002年
アダマンツミュージック株式会社設立。代表取締役就任。
2004年
ナムコ （現：バンダイナムコアミューズメント ）「画竜点睛」を制作。人気曲となり、画竜点睛シリーズ / ぶとう(武闘・舞踏)シリーズを12曲制作する。
2005年
Amy-N-Ryoo  の代表曲 -Lonly- のアレンジに携わり、自身の2度目のセルフカバーになるレゲエバージョンを、 アイム・セクシー 、ブロウ・バイ・ブロウ のベーシストで知られるフィル・チェン を迎えて制作。
2006年
クワマン with スリー・ビックリーズのアルバムを2作、アース・ウィンド・アンド・ファイアー のキーボーディスト、ラリー・ダンをゲストに迎え音楽プロデュース、バンドマスターを務める。
2010年
布施明プロデュースチーム・布施明ドットコムを、尾上一平等と結成する。
布施明「1万回のありがとう」、JUNGAPOP「ホンキージル」の発表により、アダマンツレコーズを発足。　
2011年
布施明ジャズ・アルバム「Something jazzy II」、シングル「うりずんの風」のプロデュースを手がける。
2012年
布施明 オーケストラアルバム「Way of the maestro」、コ・プロデュース、松尾一彦「忘れ得ぬ人」のサウンドクリエイターなどを努める。
森川由加里 25周年記念CD「Cuarto（クオルト)」をサウンドプロデュースする。つのだ☆ひろ（ドラム), Char(ギター）を迎えた 「Show me 2012」を制作。
2015年
マキアダチ アルバム『MAKI ADACHI』をプロデュース。

## レコーディング参加作品
布施明
- アルバム
  - 「Something jazzy」プロデュース, ミキシング, ベース
  - 「Way of the Maestro」 コ・プロデュース, ミキシング
- シングル
  - 「うりずんの風」コ・プロデュース, アレンジ, ミキシング
  - 「一万回のありがとう」ミキシング, ベース
  - 「夢でもいいから」 ミキシング

小坂忠
- アルバム
  - 「Nobody Knows」プログラミング, ベース, ギター, ミキシング
  - 「君はすばらしい」ベース, ミキシング
  - 「Christmas Carol」ベース, ミキシング
- 単曲
  - 「クリスマス・イン・ピース」 アレンジ, プログラミング, ベース, ギター, ミキシング
  - 「全世界へ」 アレンジ, プログラミング, ベース, ギター, ミキシング

つのだ☆ひろ
- アルバム
  - 「Beat Souls」プログラミング, ベース, ギター, ストリングスアレンジ, ミキシング
  - 「和魂洋才」プログラミング, ベース, ミキシング
  - 「ビクトリーロード」プログラミング, ベース, ストリングスアレンジ, ミキシング
  - 「HIRO☆TSUNODAビッグバンド」ミキシング
- 「般若心経」プログラミング, ベース, コーラス, ミキシング
- 「焼津ラプソディ」プログラミング, ミキシング

松尾一彦
- アルバム
  - 「忘れ得ぬ人」プログラミング, ストリングスアレンジ, ベース, ミキシング
  - 「Chromatic Romantic」(Album) コ・プロデュース, オーケストラアレンジ,プログラミング,ベース,ミキシング
- ミニアルバム「君を待つ渚」コ・プロデュース, プログラミング, ベース, ミキシング
- 「せつなくて」（feat, 小田和正） ストリングスアレンジ, ミキシング

THE ALWAYS
- アルバム
  - 「HEN」プログラミング, ミキシング
  - 「NEVER」共同アレンジ, プログラミング, ベース, ギター, ミキシング
- 「夏の彼方へ」共同アレンジ, プログラミング, ミキシング

クワマン with スリー・ビックリーズ
- アルバム
  - 「恋のモーレツラッパ吹き」サウンドプロデュース,  アレンジ, プログラミング,  ベース, ギター,ミキシング
  - 「闘魂」サウンドプロデュース, アレンジ, プログラミング,  ベース, ギター, ミキシング

フォーリーブス（再結成）
- 「いつも愛」サウンドプロデュース, アレンジ, All Instruments, ミキシング

クールス
- 「薔薇の刺青」サウンドプロデュース, アレンジ, ミキシング

森川由加里
- 「Cuarto（クオルト)」サウンドプロデュース,アレンジ,プログラミング,ベース,ギター,ミキシング

ice (リンゴ・スター Jr のバンド)
- シングル「LIVE WIRE」日本発売盤ミックス

アイリーン・フォーリーン
- アルバム「Body & Voice」
  - コ・プロデュース,プログラミング, ベース, ミキシング
- 「夢旅人」プログラミング,ベース
- 「ひとりじゃないさ」ベース

安岡孝章
- 「ミラクル オブ ラブ」 プログラミング,ベース,ミキシング

安藤秀樹
- アルバム「ADACHI」
  - サウンドプロデュース, アレンジ, プログラミング,  ベース, ギター, ミキシング

山口岩男
- アルバム「山形魂」ベース, ミキシング

CHAKA
- 「Tell Me Why」サウンドプロデュース, アレンジ, プログラミング, ベース, ギター, ミキシング

澤田かおり
- 「FRONTIER」ベース, ミキシング

キム・ジェウォン
- 「promise~同じ空の下~」
  - サウンドプロデュース, アレンジ, All Instruments, ディレクター, ミキシング

JIVE
- 「COOKIN」プログラミング, ミキシング

島本須美
- 「幻夢－ゆめ－」作曲, アレンジ, プログラミング

かないみか
- 「優しくしないで」作曲, アレンジ, プログラミング

Navy&ivory
- 「キスとの遭遇」アレンジ, All Instruments
- 「雨音」アレンジ, All Instruments
- 「February」アレンジ, All Instruments
- 「TOMORROW」ストリングス・アレンジ
- 「奇跡」ストリングス・アレンジ

谷本貴義
- 「HAPPY&PEACE」作曲, アレンジ, プログラミング

叺田理恵
- 「泣き虫」サウンドプロデュース, アレンジ, プログラミング, ベース, ギター, ミキシング

ぜんじろう
- アルバム「音楽のル・ツボ」
  - 伊藤薫との共同プロデュース。アレンジ, プログラミング,ベース, ギター, ミキシング

ギラジルカ & Voissalot Choir 
- 「gift」 アレンジ, プログラミング

Sky
- 「積み木/忘れもの」サウンドプロデュース, アレンジ, プログラミング, ベース, ギター, ミキシング

RANDOM FUTURE
- アルバム「やすきよ漫才てなもんやMIX」
  - 共同プロデュース, アレンジ, プログラミング, ミキシング

マキアダチ
- アルバム「MAKI ADACHI」
  - プロデュース, ベース, エレクトリック・ギター, アコースティック・ギター,ドラム, ミキシング
- ミュージックカード「ALIVE!!!」
  - プロデュース, ベース, ドラム, ミキシング

櫻井哲夫
- アルバム
  - 「Vital World 」ミキシング
  - 「My Dear Musiclife」ミキシング

Pegasus (野呂一生＋櫻井哲夫)
- アルバム「Acoustic Duo」ミキシング

Tetsujino (櫻井哲夫＋日野JINO賢二)
- アルバム「Double Trouble」ミキシング

## ステージサポート（主にベース）
- つのだ☆ひろ&The Shake
- 小坂忠バンド
- ブリンキー・ウィリアムズ&ハリウッド・クワイアー
- 塩次伸二ブルースセッション
- class「夏の日の1993ツアー」3公演（バンドマスター）
- 安岡孝章
- 安藤秀樹 （バンドマスター）
- クワマン with スリービックリーズ （バンドマスター）
- STEP
- 菊池桃子
- 小谷美紗子

## 映像関連
- 映画
  - 「シベリア超特急」主題歌「戻らないロマンス｣（歌:藤吉じゅん）藤岡洋との共同アレンジ, All Instruments, ミキシング
  - 「サムライ先生」主題歌「約束｣（歌:北山淳貴）安岡孝章との共同アレンジ, ミキシング
- Vシネマ
  - 「新GONIN」主題歌「残されたRovorution」（歌:伊里矢じゅん）プロデュース, 作詞, 作曲, アレンジ, All Instruments, ミキシング
- TVアニメ
  - 「パパと踊ろう」背景音楽   作曲, アレンジ, All Instruments, ミキシング

## 参加ユニット
- Bean's Music
  - 伊藤薫、石田英徳、齋藤昇、とのニューエイジ・ミュージックのユニット
- RANDOM FUTURE 
  - 齋藤昇(sax, p) とのオルタナティヴ・トランス系のユニット